# Claudia Buthenhoff-Duffy
Claudia Buthenhoff-Duffy (* 1959 in Stuttgart) ist eine deutsche Filmregisseurin und Drehbuchautorin.

## Beruflicher Werdegang
Claudia Buthenhoff-Duffy absolvierte eine Ausbildung im Schmuck-Design, arbeitete als Schreinerin, im Theater und studierte Psychologie, Philosophie und Linguistik an der Freien Universität Berlin. Sie arbeitete insgesamt 25 Jahre in der Behindertenassistenz. In den 1990er Jahren war sie als freie Mitarbeiterin im Radio-Journalismus tätig und engagierte sich in der internationalen Kampagne gegen die Todesstrafe für den seit 1982 inhaftierten afroamerikanischen Journalisten Mumia Abu-Jamal.
Mit dem Kurzfilm Finnen finden (2002) absolvierte sie die private Kaskeline-Filmakademie in Berlin. Mit ihrem Projekt „Glasbruch“ beteiligte sie sich an der Winterakademie der Mitteldeutschen Medienförderung in Gera und nahm an Drehbuchseminaren bei Keith Cunningham und Tom Schlesinger teil. Sie arbeitete bei dem Berliner Filmverleih „Neue Visionen“ in Distribution und Öffentlichkeitsarbeit. Sie übersetzte und untertitelte eine Reihe von Filmen und absolvierte eine Fortbildung als Creative Producer beim Institut für Schauspiel, Film- und Fernsehberufe.
2006 realisierte Buthenhoff-Duffy den dokumentarischen Kurzfilm Rosemary´s Music – I remember Komeda über den polnischen Pianisten und Komponisten Krzysztof Komeda, der durch seine Filmmusik zu den Polański-Filmen Tanz der Vampire und Rosemaries Baby bekannt geworden war.

## Filmographie
- Die Geschichte einer fast verlorenen Liebe, 2006, 20 Min.[5]
- Rosemary's Music: I Remember Komeda, 2006, 6 Min.
- Krzysztof Komeda – A Soundtrack for a Life, Dokumentarfilm, Deutschland/Polen/Dänemark/Schweiz/Finnland 2009/2010, 52 Min.
- The Killings – oder wie man ein Gesetz macht, Rumänien/Deutschland 2013, 38 Min.
- Kurze Animationsfilme, z. B. The Gift über den Zusammenhang von Gewalt gegen Straßentiere und vulnerable Menschen und für afghanische geflüchtete Tierärzte, Deutschland 2022, 2 Min.

## Auszeichnungen
2008 erweiterte sie den Kurzfilm zu dem dokumentarischen Filmessay Komeda – A Soundtrack for a Life, zu dem sie das Drehbuch schrieb und Regie führte. Ihr Film folge der Idee, dass Komeda mit seinen Filmmusiken letztlich auch den Soundtrack zu seinem eigenen Leben geschrieben hat. Er wurde 2010 und 2013 auf Arte ausgestrahlt und lief ab 2010 auf vielen internationalen Filmfestivals, wie dem Lubuskie Lato Filmowe in Polen, dem Film Festival Internazionale di Milano, dem Internationalen Filmfestival Karlovy Vary, dem Golden Horse Film Festival in Taipeh, dem Festival des Neuen Polnischen Films in Hannover und beim Jazzfest Berlin im Rahmen der Berliner Festspiele. Auf dem Filmfestival in Biarritz wurde der Film 2010 in der Kategorie „Musik, Theater, Tanz“ mit der Silbernen FIPA ausgezeichnet und im selben Jahr für den Prix Europa nominiert. 2011 erhielt Claudia Buthenhoff-Duffy dafür auf dem polnischen Festival der Filmkunst „Prowincjonalia“ den Preis für den besten Dokumentarfilm.  Der Film wurde auf über 150 internationalen Festivals weltweit gezeigt.

## Politische Tätigkeiten
Claudia Buthenhoff-Duffy war ab 2013 Mitglied der Partei Mensch Umwelt Tierschutz. Anfang 2015 fuhr sie in Begleitung ihrer Parteikollegin Bettina Jung nach Rumänien, um dort im Auftrag ihrer Partei einen Dokumentarfilm über die dortigen Straßenhunde zu erarbeiten. Bereits 2013 hatte sie in Rumänien den dokumentarischen Kurzfilm The Killings – oder wie man ein Gesetz macht über den Umgang rumänischer Politiker und Behörden mit Straßenhunden gedreht. Ende 2015 trat sie aus der Partei wieder aus.
Bereits seit 2012 arbeitet Claudia B-D an dem Zusammenhang von der verbundenen Gewalt gegen Tiere und Menschen, sie hat dazu eine internationale wissenschaftliche Studie initiiert und den ersten Teil mit durchgeführt (the making-the-link-study). Zum Thema hat sie mehrfach in Delegationen in Brüssel vor EU-Parlamentariern und EU-Kommissionsmitgliedern referiert. Sie beschäftigt sich zudem mit sozialen/politischen Projekten mit künstlerischer Form im öffentlichen Raum, d. h. diese zu konzipieren und mit Partnern durchzuführen.